# Toyoura
Toyoura (豊浦町, Toyoura-chō) és una vila i municipi de la subprefectura d'Iburi, a Hokkaido, Japó i pertanyent al districte d'Abuta. Toyoura és un petit municipi que viu de la pesca, tot i que també ha desenvolupat el turisme d'onsens i de naturalesa recentment.

## Geografia
El municipi de Toyoura es troba localitzat a la part més occidental de la subprefectura d'Iburi, al sud-est de Hokkaido. Per Toyoura passen els rius Nukkibetsu i Ofukishi, naixent el darrer a Toyoura. També hi podem trobar els monts Poromoi i Konbu. El terme municipal de Toyoura limita amb els de Niseko, a la subprefectura de Shiribeshi cap al nord; amb Rankoshi i Kuromatsunai, també de Shiribeshi, a l'oest i amb Makkari (Shiribeshi) i Tōyako a l'est. Cap al sud, Toyoura només limita amb l'oceà pacífic.

## Història
Segons els documents antics japonesos, a la zona ja vivien tribus d'ainus. L'àrea comença a ser controlada pel domini de Matsumae des de l'any 1798 fins a la fí del període Tokugawa. A principis de l'era Meiji diversos grups de persones emigren des de les prefectures de Miyagi i Yamanashi per intentar establir-se. L'any 1932 es funda el poble de Toyoura fruit de la unió de diveros pobles i l'1 de juliol de 1947 el poble esdevé vila.

## Demografia
| 1920  | 1930  | 1940  | 1950   | 1960   | 1970  | 1980  |
| ----- | ----- | ----- | ------ | ------ | ----- | ----- |
| 9.415 | 7.462 | 8.217 | 11.234 | 10.439 | 7.519 | 6.424 |
| 1990  | 2000  | 2010  | 2020   | 2030   | 2040  | 2050  |
| 5.790 | 5.286 | 4.533 | 3.825  | -      | -     | -     |

## Transport

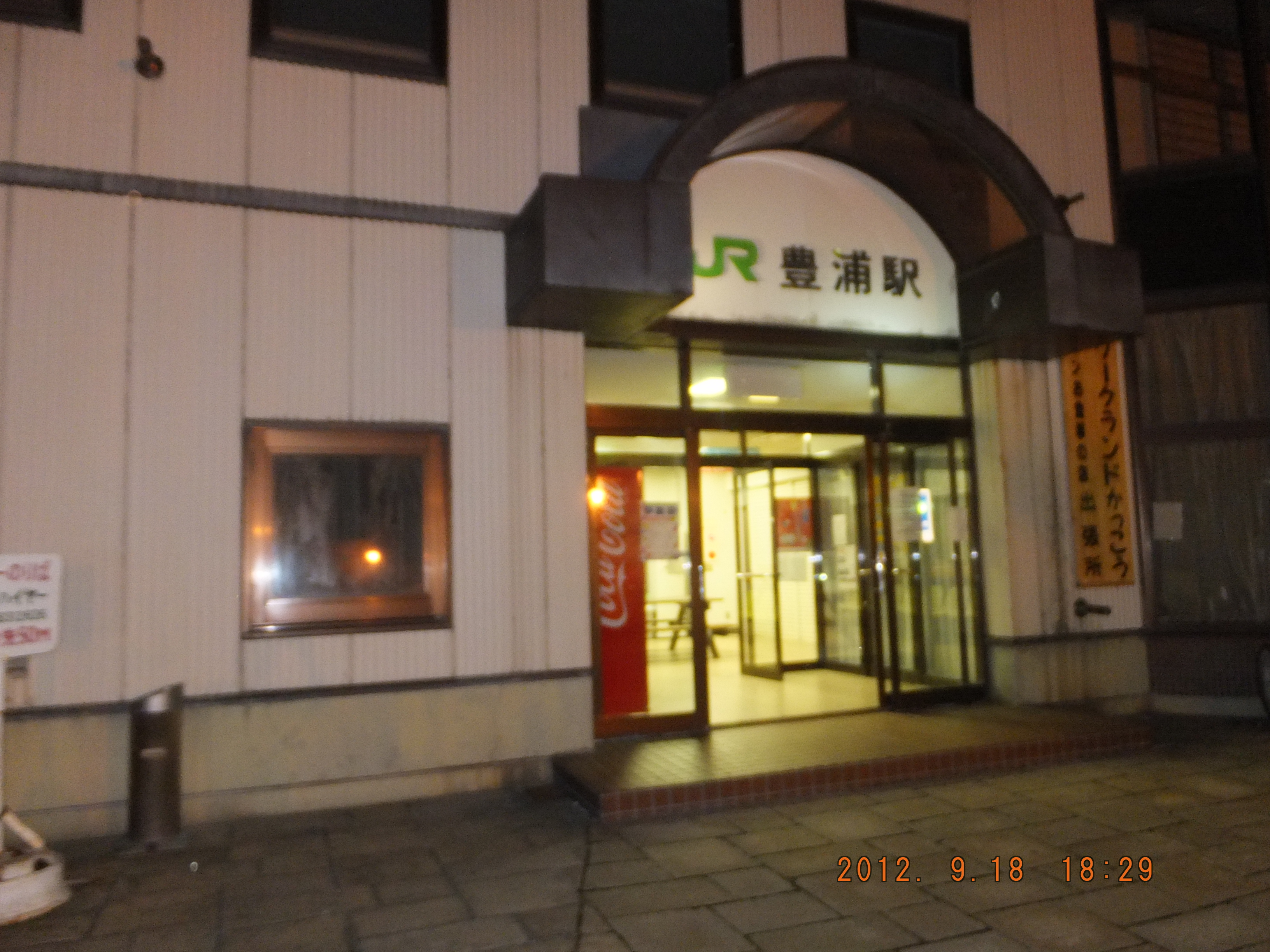
Estació de Toyoura

### Ferrocarril
- Companyia de Ferrocarrils de Hokkaido (JR Hokkaido)
  - Koboro - Rebun - Ōkishi - Toyoura

### Carretera
- Autopista Central de Hokkaidō (Dō-Ō)
- Nacional 37 - Nacional 230
- Prefectural 32 - Prefectural 97 - Prefectural 285 - Prefectural 344 - Prefectural 608 - Prefectural 609 - Prefectural 702 - Prefectural 914